# Les Andelys
Les Andelys je francouzská obec v departementu Eure v regionu Normandie. V roce 2010 zde žilo 8 205 obyvatel. Leží na pravém břehu řeky Seiny. Je centrem arrondissementu Les Andelys.

## Vývoj počtu obyvatel
Počet obyvatel 